# Pastyrśke
Pastyrśke (ukr. Пастирське) – wieś na Ukrainie, w obwodzie czerkaskim, w rejonie czerkaskim. W 2001 liczyła 1078 mieszkańców, wśród których 1075 jako ojczysty język wskazało ukraiński, a 3 rosyjski.